# Quatuor Parrenin
Das Quatuor Parrenin, international auch Parrenin Quartet, war ein 1944 gegründetes in Paris ansässiges französisches Streichquartett, das bis 1987 bestand.

## Geschichte
Die Gründungsmitglieder des Quatuor Parrenin stammten alle aus der Kammermusikklasse von Joseph Calvet am Pariser Konservatorium. Von 1944 bis 1949 wirkte das Ensemble als offizielles Streichquartett von Radio Luxemburg. Es gab dort wöchentlich ein Konzert und interpretierte dabei klassisches, romantisches und zeitgenössisches Repertoire. Das Quartett zeichnete für mehr als 150 Uraufführungen verantwortlich.
Das Quartett spielte als einziges französisches Ensemble seiner Zeit alle Streichquartette der Wiener Schule und alle Streichquartette Béla Bartóks auf Tonträger ein. Darüber hinaus spielte es die Quartette von Cesar  Franck, Claude Debussy, Maurice  Ravel, Gabriel Fauré und  Jacques Ibert, Teile der Livres von Pierre  Boulez, das Konzert für Klavier, Violine und Streichquartett von  Ernest Chausson und das spätromantische Stück Verklärte Nacht von Arnold Schönberg ein.
Das Quartett war Mitglied der Domaine Musical in Paris und der Ensembles zeitgenössischer Musik Darmstadt.

## Mitglieder
- Violine I.: Jacques Parrenin (seit 1944, † 8. Oktober 2010)
- Violine II.: Marcel Charpentier (1944–1970), Jacques Ghestern (1970–1980), John Cohen (seit 1980)
- Bratsche: Serge Collot (1944–1957), Michel Walès (1957–1964), Denes Marton (1964–1970), Gérard Caussé (1970–1980), Jean-Claude Dewaele (seit 1980)
- Violoncello: Pierre Penassou (1944–1980), René Benedetti (seit 1980)